# Carex miyabei
Espèce
Classification phylogénétique
Carex miyabei est une espèce des plantes du genre Carex et de la famille des Cyperaceae.